# Tom Pillibi
Tom Pillibi is een lied uit 1960 van de Franse zangeres Jacqueline Boyer. Het werd gecomponeerd door André Popp en de tekst werd geschreven door Pierre Cour.
Met dit lied won Frankrijk in 1960 het Eurovisiesongfestival.

## Achtergrond
Het Franstalige Tom Pillibi is een midtempo chanson, dat speciaal voor het Eurovisiesongfestival werd geschreven. In het lied zingt de zangeres over haar geliefde, het titelpersonage Tom Pillibi, die schatrijk is: hij bezit twee kastelen en twee schepen en geniet daarnaast veel populariteit bij de vrouwen. Later onthult ze dat hij maar één minpunt heeft, namelijk dat hij een leugenaar is en niets van wat ze eerder over hem zei waar is. Desondanks concludeert ze dat ze nog steeds van hem houdt.

### Eurovisiesongfestival 1960
In 1960 werd de toen 18-jarige Jacqueline Boyer door de Franse omroep geselecteerd om haar land te vertegenwoordigen op het Eurovisiesongfestival. Boyer was indirect al bekend met de Europese liedjeswedstrijd, want een jaar eerder had haar vader Jacques Pills deelgenomen namens Monaco. Hij was daarbij op de laatste plaats geëindigd.
De vijfde editie van het Eurovisiesongfestival vond op 29 maart 1960 plaats in Londen. Boyer, gekleed in een golvende, wijde rok met vier plooien, was als laatste van dertien deelnemers aan de beurt. Dirigent Franck Pourcel begeleidde het orkest. Tom Pillibi viel in de smaak en bij de puntentelling gaven vrijwel alle landen, met uitzondering van Italië, punten aan de Franse inzending. Boyer eindigde bovenaan met een totaalscore van 32 punten, zeven punten meer dan de Brit Bryan Johnson. Het betekende de tweede Franse songfestivaloverwinning, na Dors, mon amour van André Claveau twee jaar eerder.
Tom Pillibi was het eerste winnende songfestivalliedje dat uitgroeide tot een internationale hit. Behalve in Frankrijk zelf werd het ook een succes in onder meer België, Duitsland en het Verenigd Koninkrijk. In de Spaanse hitparade stond het liedje zelfs op nummer 1. In Nederland bereikte Tom Pillibi de 14de plaats.

## Covers
Na de songfestivalzege werd Tom Pillibi vele malen gecoverd. De originele Franstalige versie werd onder meer opgenomen door Tino Rossi, Fabienne Thibeault, Claude Robin, Arabelle, Elyane Dorsay, Françoise Malain, Tohama, Yvette Giraud en Claudine Céréda. Daarnaast werd het lied in diverse talen vertaald. Boyer zelf bracht het, onder dezelfde titel, uit in het Duits en Engels. Verder werd het lied nog in meerdere talen gecoverd door andere artiesten:
- Deens: Raquel Rastenni / Katy Bødtger / Grete Klitgaard
- Duits: Brigitte Helmer
- Engels: Julie Andrews
- Fins: Laila Kinnunen / Tuula Siponius
- Italiaans: Torrebruno
- Nederlands: Willeke Alberti / Frieda Linzi / Terry Van Ginderen
- Noors: Sølvi Wang
- Spaans: José Guardiola / Los Javaloyas
- Zweeds: Inger Berggren / Gerd Persson / Marianne Kock / Gunnel Sundgren

De titel Tom Pillibi bleef in al deze vertalingen onveranderd. Instrumentale versies van het lied werden onder meer uitgebracht door het Concertgebouworkest en de orkesten van Eddie Barclay, Helmut Zacharias, Franck Pourcel en André Popp.
1956: Refrain · 
1957: Net als toen · 
1958: Dors, mon amour · 
1959: 'n Beetje · 
1960: Tom Pillibi · 
1961: Nous les amoureux · 
1962: Un premier amour · 
1963: Dansevise · 
1964: Non ho l'età · 
1965: Poupée de cire, poupée de son · 
1966: Merci, chérie · 
1967: Puppet on a string · 
1968: La la la · 
1969: Un jour, un enfant, De troubadour, Vivo cantando, Boom bang-a-bang · 
1970: All kinds of everything · 
1971: Un banc, un arbre, une rue · 
1972: Après toi · 
1973: Tu te reconnaîtras · 
1974: Waterloo · 
1975: Ding-a-dong · 
1976: Save your kisses for me · 
1977: L'oiseau et l'enfant · 
1978: A-ba-ni-bi · 
1979: Hallelujah · 
1980: What's another year · 
1981: Making your mind up · 
1982: Ein bißchen Frieden · 
1983: Si la vie est cadeau · 
1984: Diggi-loo diggi-ley · 
1985: La det swinge · 
1986: J'aime la vie · 
1987: Hold me now · 
1988: Ne partez pas sans moi · 
1989: Rock me · 
1990: Insieme: 1992 · 
1991: Fångad av en stormvind · 
1992: Why me? · 
1993: In your eyes · 
1994: Rock 'n' roll kids · 
1995: Nocturne · 
1996: The voice · 
1997: Love shine a light · 
1998: Diva · 
1999: Take me to your heaven · 
2000: Fly on the wings of love · 
2001: Everybody · 
2002: I wanna · 
2003: Everyway that I can · 
2004: Wild dances · 
2005: My number one · 
2006: Hard rock hallelujah · 
2007: Molitva · 
2008: Believe · 
2009: Fairytale · 
2010: Satellite · 
2011: Running scared · 
2012: Euphoria · 
2013: Only teardrops · 
2014: Rise like a phoenix · 
2015: Heroes · 
2016: 1944 · 
2017: Amar pelos dois · 
2018: Toy · 
2019: Arcade · 
2021: Zitti e buoni · 
2022: Stefania · 
2023: Tattoo · 
2024: The code